# Nulidad
La nulidad es, en Derecho, una situación genérica de invalidez del acto jurídico, que provoca que una norma, acto jurídico, acto administrativo o acto procesal deje de desplegar sus efectos jurídicos, retrotrayéndose al momento de su celebración. Para que una norma o acto sean nulos se requiere de una declaración de nulidad, expresa o tácita y que el vicio que lo afecta sea coexistente a la celebración del mismo. 
Tiene por fundamento, proteger intereses que resultan vulnerados por no cumplirse las prescripciones legales al celebrarse un acto jurídico o dictarse una norma. acto administrativo o judicial.
Antes de que se produjera la declaración de nulidad, la norma o acto eran eficaces. Por ello, la declaración de nulidad puede ser ex nunc (nulidad irretroactiva, se conservan los efectos producidos antes de la declaración de nulidad) o ex tunc (nulidad retroactiva, se revierten los efectos producidos con anterioridad a la declaración de nulidad).
La nulidad en la historia constitucional de Estados Unidos es una teoría legal bajo la cual un estado tiene derecho a declarar nula o a invalidar cualquier ley federal que ese estado considere inconstitucional. 

## Características
- Es legal, aunque  es declarado judicialmente; no es creado por los jueces sino que es creado por una la ley.
- Sólo es aplicable a actos jurídicos, sólo ellos son susceptibles de nulidad.
- El defecto tiene que ser originario, intrínseco y esencial.

## Casos de Nulidad Jurídica
La nulidad de un acto puede producirse por muchos motivos, entre los cuales podemos mencionar:
- Ausencia de consentimiento real en un acto jurídico que lo requiera.
- Incumplimiento de requisitos formales en un acto jurídico que lo requiera.
- Ausencia de causa que da origen al acto jurídico. Simulación del acto sin verdadero ánimo de realizarlo (ius jocandi).
- Ausencia de la capacidad de las personas que realizan el acto: menores de edad o incapaces (El acto jurídico se estima nulo cuando es celebrado por persona absolutamente incapaz, salvo se trate de incapaces no privados de discernimiento que pueden celebrar contratos relacionados con las necesidades ordinarias de su vida diaria).
- Objeto ilícito, es decir, está prohibido por ley. Si el propósito para el cual se crea el acto jurídico fuese ilícito, el acto sería nulo, la ilicitud del fin va en contra del ordenamiento jurídico de cada país.

Hay que tener en cuenta que la nulidad es la sanción más grave que se puede imponer a un acto jurídico. Por lo tanto los órganos jurisdiccionales son muy estrictos a la hora de interpretar estas causas.

## Clasificaciones
La nulidad se puede clasificar doctrinariamente:
- Nulidad expresa o nulidad virtual.
- Nulidad manifiesta o no manifiesta, que coincide con la nulidad y anulabilidad respectivamente.
- Nulidad absoluta y nulidad relativa.
- Nulidad total y nulidad parcial.
- Es totalmente relativa

### Actos nulos y actos anulables
- Cuando el defecto está determinado a priori por la ley, el vicio es rígido en la mayoría de los casos, se trata de actos nulos y de nulidad manifiesta. En los actos nulos el vicio se encuentra patente en el acto y no es susceptible de confirmación.
- Cuando el acto es afectado por un vicio no manifiesto y flexible en la mayoría de los casos, se está ante un acto anulable y de nulidad no manifiesta. En los actos anulables es requisito realizar una investigación previa a la sanción de nulidad y es susceptible de confirmación.

### Nulidad absoluta y nulidad relativa
- Cuando un acto es nulo, afectando una norma de orden público y vulnerando a toda la sociedad, no tiene ningún efecto jurídico, y cualquier juez, puede por lo general, declarar la nulidad de oficio. Se le conoce como nulidad absoluta o insaneable.
- Cuando un acto es de nulidad relativa, existen unos interesados que pueden pedir su anulación. Mientras tanto, el acto es válido. También se le conoce como nulidad saneable o susceptible de subsanación.

### Nulidad total y nulidad parcial
- La nulidad total afecta a todo el acto, y es amplia en materia contractual, ya que la nulidad de una de las cláusulas conduce generalmente a la nulidad de las demás.
- Supuestos en que no es nulo todo el contrato sino que puede ser nula una determinada cláusula del mismo. Se admite por la jurisprudencia la posibilidad de la nulidad parcial de los contratos.

La nulidad parcial afecta a parte del acto, es requisito indispensable que el sea divisible, que separadas las cláusulas nulas el negocio no pierda su esencia, que conserve su naturaleza y economía. Es amplia en materia testamentaria y restringida en materia contractual.

### Nulidad de Derecho Público y Nulidad de Derecho Privado
Especie de inexistencia civil, propia del Derecho Público Chileno, en razón de la cual la única circunstancia (fundamento), por la que un acto que  será nulo, es el imperio de la Constitución de 1980, al actuar el funcionario estatal fuera de sus competencias, en una forma distinta a la prescrita en la ley o sin investidura regular. Las características de ella son: opera de pleno derecho, es insaneable e imprescriptible.